# 2003年のスポーツ
< 2003年
- 年度別スポーツ記事一覧

2003年のスポーツでは、2003年（平成15年）のスポーツ関連の出来事についてまとめる。
2003年前後：2002年のスポーツ - 2003年のスポーツ - 2004年のスポーツ

## できごと
下記のスポーツはそれぞれの個別記事を参照すること。
2003年の野球（プロ野球、MLB）、2003年のバレーボール、2003年のバスケットボール、2003年の日本競馬、2003年のNFL
ただし上記に含まれるスポーツのうち、世界的な影響があった事件、一般社会に対しても長期的かつ大きな影響を及ぼした事件や快挙、複数のスポーツに跨る事態等については本項に重複記載する。
- 1月1日 - サッカー・京都パープルサンガがサッカー天皇杯制覇
- 1月19日 - ダカール・ラリーで増岡浩が優勝、日本人初の2連覇
- 1月20日 - 大相撲、横綱・貴乃花光司が現役引退を表明[1][2]
- 4月6日 - モータースポーツ・鈴鹿サーキットで行われたロードレース世界選手権第1戦日本GP決勝レースで加藤大治郎が3周目シケイン入り口で事故。意識不明のまま、4月20日に26歳で死去。
- 7月2日 - IOC総会、バンクーバー市を2010年冬季オリンピックの開催地に決定
- 8月25日 - 男子テニス・ピート・サンプラスが引退
- 9月15日 - プロ野球・阪神タイガースが18年ぶりにセントラル・リーグ優勝
- 10月12日 - F1・第16戦日本グランプリでフェラーリのミハエル・シューマッハが4年連続6度目の年間総合優勝を果たす
- 10月12日 - 第4回FIFA女子ワールドカップ（開催地:アメリカ合衆国）でドイツが延長Vゴール勝ちにより優勝する
- 11月2日 - 陸上競技・第35回全日本大学駅伝で東海大が初優勝を果たす
- 11月22日 - ラグビーワールドカップ2003の決勝が行われ、イングランドがオーストラリアに延長戦の末20対17で勝利。大会初優勝を遂げる。

## 総合競技大会
- 第21回冬季ユニバーシアード（ イタリア・タルヴィジオ・1月16日～26日） - 日本の獲得メダル:金5、銀3、銅6
- 第5回アジア冬季競技大会（青森・2月1日～8日） - 日本の獲得メダル:金24、銀23、銅20
- 第15回冬季デフリンピック（ スウェーデン・スンツバル・2月27日～3月9日） - 日本の獲得メダル:金2、銀0、銅0
- 第11回スペシャルオリンピックス夏季世界大会（ アイルランド・ダブリン・6月21日～29日）
- 第22回夏季ユニバーシアード（ 韓国・大邱・8月21日～31日） - 日本の獲得メダル:金13、銀11、銅20
- 平成15年度全国高等学校総合体育大会（7月28日～8月24日、長崎県）
- 第58回NEW!!わかふじ国体（冬季スケート・アイスホッケー - 群馬県・1月25日～29日、冬季スキー・バイアスロン - 北海道・2月22日～25日、夏季 - 静岡県・9月13日～16日、秋季 - 静岡県・10月25日～30日）
天皇杯順位：優勝静岡県、第2位埼玉県、第3位東京都
皇后杯順位：優勝静岡県、第2位東京都、第3位埼玉県
- 第3回全国障害者スポーツ大会（11月8日～10日、静岡県）

## アイスホッケー
- アイスホッケー世界選手権（4月26日～5月11日、 フィンランド・ヘルシンキ、タンペレ、トゥルク）
決勝:  カナダ 3 - 2  スウェーデン
- アイスホッケー女子世界選手権（ 中国・北京） - SARSの影響で中止
- NHLオールスターゲーム（2月2日、オフィス・デポ・センター）
ウエスタンカンファレンス 6 - 5 イースタンカンファレンス
- NHLスタンレーカップ決勝（2002-2003シーズン）
ニュージャージー・デビルス （4勝3敗） アナハイム・マイティーダックス
- 全日本アイスホッケー選手権大会（1月10日～13日、札幌市真駒内屋内競技場）
決勝: コクド  1 - 0 西武鉄道
- 第37回日本アイスホッケーリーグプレーオフ決勝
コクド （3勝2敗） 西武鉄道

## アメリカンフットボール

### ワールドカップ
- 第2回アメリカンフットボール・ワールドカップ（7月10日～12日、 ドイツ・フランクフルト）
決勝:  日本 34 - 14  メキシコ

### NFL
- AFCチャンピオンシップゲーム（1月19日、オークランド・ネットワーク・アソシエイツ・コロシアム）
オークランド・レイダース 41 - 24 テネシー・タイタンズ
- NFCチャンピオンシップゲーム（1月19日、フィラデルフィア・ベテランズ・スタジアム）
タンパベイ・バッカニアーズ 27 - 10 フィラデルフィア・イーグルス
- 第37回スーパーボウル（1月26日、サンディエゴ）
タンパベイ・バッカニアーズ (NFC) 48 - 21 オークランド・レイダース (AFC)
- プロボウル（2月2日、ハワイ・アロハ・スタジアム）
AFC 45 - 20 NFC

### 日本の大会
- ライスボウル（東京ドーム・1月3日）
立命館大学パンサーズ（学生代表） 36 - 13 シーガルズ（社会人代表）
- ジャパンXボウル（12月16日、東京ドーム）
オンワードスカイラークス 13 - 10 アサヒビール
- 甲子園ボウル（12月21日、阪神甲子園球場）
立命館大学パンサーズ 61 - 6 法政大学トマホークス

## 競艇
- 第17回新鋭王座決定戦競走（丸亀競艇場） : 田村隆信
- 第16回女子王座決定戦競走（芦屋競艇場） : 西村めぐみ
- 第38回総理大臣杯競走（戸田競艇場） : 西村勝
- 第4回競艇名人戦競走（尼崎競艇場） : 新井敏司
- 第30回笹川賞競走（平和島競艇場） : 平石和男
- 第13回グランドチャンピオン決定戦競走（丸亀競艇場） : 池田浩二
- 第8回オーシャンカップ競走（蒲郡競艇場） : 辻栄蔵
- 第49回モーターボート記念競走（唐津競艇場） : 田中信一郎
- 第50回全日本選手権競走（戸田競艇場） : 山崎智也
- 第6回競艇王チャレンジカップ競走（びわこ競艇場） : 烏野賢太
- 第18回賞金王シリーズ戦（住之江競艇場） : 市川哲也
- 第18回賞金王決定戦（住之江競艇場） : 田中信一郎

## 競馬
- 年度代表馬・最優秀4歳以上牡馬 : シンボリクリスエス（天皇賞（秋）、有馬記念）
- 最優秀2歳牡馬 : コスモサンビーム（朝日杯フューチュリティステークス）
- 最優秀2歳牝馬 : ヤマニンシュクル（阪神ジュベナイルフィリーズ）
- 最優秀3歳牡馬 : ネオユニヴァース（皐月賞、日本ダービー）
- 最優秀3歳牝馬 : スティルインラブ（桜花賞、優駿牝馬、秋華賞）
- 最優秀4歳以上牝馬 : ビリーヴ（高松宮記念）
- 最優秀父内国産馬 : ヒシミラクル（天皇賞（春）、宝塚記念）
- 最優秀短距離馬 : デュランダル（スプリンターズステークス、マイルチャンピオンシップ）
- 最優秀ダートホース・ダートグレード競走最優秀馬 : アドマイヤドン（マイルチャンピオンシップ南部杯、JBCクラシック）
- 最優秀障害馬 : ビッグテースト（中山グランドジャンプ）
- NARグランプリ: ネームヴァリュー（帝王賞）
- 菊花賞：ザッツザプレンティ

## 競輪
- 第44回競輪祭朝日新聞社杯争奪競輪王決定戦（小倉競輪場） : 山田裕仁
- 第56回日本選手権競輪（平塚競輪場） : 山田裕仁
- 第54回高松宮記念杯競輪（大津びわこ競輪場） : 小嶋敬二
- 第12回寬仁親王牌・世界選手権記念トーナメント（前橋競輪場） : 太田真一
- 第46回オールスター競輪（一宮競輪場） : 村上義弘
- 第19回読売新聞社杯全日本選抜競輪（高知競輪場） : 佐藤慎太郎
- KEIRINグランプリ03（京王閣競輪場） : 山田裕仁

## ゴルフ

### 世界4大大会（男子）
- マスターズ優勝者：マイク・ウェア（ カナダ）
- 全米オープン優勝者：ジム・フューリク（ アメリカ合衆国）
- 全英オープン優勝者：ベン・カーティス（ アメリカ合衆国）
- 全米プロゴルフ優勝者：ショーン・ミキール（ アメリカ合衆国）

### 世界4大大会（女子）
- クラフト・ナビスコ選手権優勝者：パトリシア・ムニエル・ルブック（ フランス）
- 全米女子プロゴルフ優勝者：アニカ・ソレンスタム（ スウェーデン）
- 全米女子オープン優勝者：ヒラリー・ランキ（ アメリカ合衆国）
- 全英女子オープン優勝者：アニカ・ソレンスタム（ スウェーデン）

ソレンスタムが女子ゴルフ史上6人目の「キャリア・グランドスラム」を達成した。

### 日本
- 賞金王（男子）：伊沢利光
- 賞金女王：不動裕理

## サッカー
- 天皇杯全日本サッカー選手権大会決勝
京都パープルサンガ 2-1 鹿島アントラーズ
- ゼロックス・スーパーカップ
ジュビロ磐田 3-0 京都パープルサンガ
- Jリーグ
  - ディビジョン1
    - ステージ1優勝:横浜F・マリノス
    - ステージ2優勝:横浜F・マリノス
    - 年間優勝:横浜F・マリノス

  - ディビジョン2優勝:アルビレックス新潟
  - ナビスコカップ優勝 - 浦和レッドダイヤモンズ
- 第4回FIFA女子ワールドカップ決勝
 ドイツ2v-1 スウェーデン

当初は中国で開催の予定であったが、SARS（新型肺炎）が流行したためアメリカで振り替え開催となった。開催期間は9月20日 - 10月12日。日本はグループリーグC組3位（4チーム）となり、惜しくも決勝トーナメントには進出できなかった。

## テニス

### グランドスラム
- 全豪オープン 男子単優勝：アンドレ・アガシ（ アメリカ合衆国）、女子単優勝：セリーナ・ウィリアムズ（ アメリカ合衆国）
- 全仏オープン 男子単優勝：フアン・カルロス・フェレーロ（ スペイン）、女子単優勝：ジュスティーヌ・エナン・アーデン（ ベルギー）
- ウィンブルドン 男子単優勝：ロジャー・フェデラー（ スイス）、女子単優勝：セリーナ・ウィリアムズ（ アメリカ合衆国）
- 全米オープン 男子単優勝：アンディ・ロディック（ アメリカ合衆国）、女子単優勝：ジュスティーヌ・エナン・アーデン（ ベルギー）

ウィンブルドン男子シングルス優勝者のフェデラーが、この年から大会5連覇を開始する。全仏・全米の女子シングルス年間2冠を獲得したエナン・アーデンは、ベルギー出身のテニス選手として最初の4大大会優勝者になった。

## プロレス
- プロレス大賞MVP 高山善廣（プロレスリング・ノア）
- G1クライマックス優勝 天山広吉（初優勝）
- 世界最強タッグ決定リーグ戦優勝 小島聡&カズ・ハヤシ組「コジカズタッグ」

## ラグビー
- 第82回全国高等学校ラグビーフットボール大会決勝（近鉄花園ラグビー場・1月7日）
啓光学園（大阪第1） 26-20 東福岡（福岡）
- 第39回全国大学ラグビーフットボール選手権大会決勝（国立霞ヶ丘競技場陸上競技場・1月11日）
早稲田大学 27-22 関東学院大学
- 第55回全国社会人ラグビーフットボール大会決勝（国立霞ヶ丘陸上競技場・1月25日）
サントリー 38-25 東芝府中
- 第40回日本ラグビーフットボール選手権大会決勝（国立霞ヶ丘陸上競技場・2月23日）
NEC 36-26 サントリー
- 第5回ラグビーワールドカップ決勝（スタジアム・オーストラリア・11月22日）
 イングランド 20-17  オーストラリア

## 陸上競技
- 世界陸上（8月23日 - 8月31日、 フランス・パリ）
銀メダル 野口みずき 女子マラソン
銅メダル 室伏広治 男子ハンマー投げ
銅メダル 末續慎吾 男子200メートル走
銅メダル 千葉真子 女子マラソン

## スポーツの賞
- ローレウス・スポーツ賞

スポーツマン賞：ランス・アームストロング（ アメリカ合衆国、ツール・ド・フランス）※ドーピング発覚により後日取消
スポーツウーマン賞：セリーナ・ウィリアムズ（ アメリカ合衆国、テニス）
新人賞：姚明（ 中国、バスケットボール）
ワールドチーム賞：サッカー・ブラジル代表
カムバック賞：ロナウド（サッカー、 ブラジル）

## 誕生
- 1月29日 - 吉田雪乃（日本、スピードスケート選手）
- 2月5日 - 宮﨑小雪（日本、キックボクサー）
- 3月10日 - 山田愛乃（日本、新体操選手）
- 6月1日 - 松谷綺（日本、キックボクサー）
- 9月3日 - 安藤優作（日本、アイスホッケー）

## 死去
- 2月11日 - 貞永信義（山口県、マラソン、*1929年）
- 3月9日 - 矢頭高雄（山梨県、野球、*1934年）
- 3月10日 - バリー・シーン（イギリス、オートバイレーサー、*1950年）
- 3月19日 - 冬木弘道（神奈川県、プロレス、*1960年）
- 4月20日 - 加藤大治郎（埼玉県、オートバイレーサー、*1976年）
- 5月15日 - リック・バンステーンベルヘン（ベルギー、自転車競技、*1924年）
- 5月25日 - 木村厚子（埼玉県、競艇、*1964年）
- 6月2日 - 小鶴誠（福岡県、野球、*1922年）
- 6月18日 - ラリー・ドビー（アメリカ、野球、*1924年）
- 6月26日 - マルク・ヴィヴィアン・フォエ（カメルーン、サッカー、*1975年）
- 7月8日 - 稲田悦子（大阪府、フィギュアスケート、*1924年）
- 9月28日 - アリシア・ギブソン（アメリカ、テニス、*1927年）
- 10月6日 - 安田幸吉（東京都、ゴルフ、*1905年）
- 10月12日 - ウィリー・シューメーカー（アメリカ、競馬、*1931年）
- 10月19日 - ホーク・ウォリアー（アメリカ、プロレス、*1957年）
- 10月28日 - 加茂幸子（東京都、テニス、*1926年）
- 10月31日 - 蛯沢誠治（青森県、競馬、*1951年）
- 11月1日 - ネルソン吉村（ブラジル → 日本、サッカー、*1947年）
- 11月6日 - ヘンドリカ・マステンブルーク（オランダ、水泳、*1919年）
- 11月19日 - 瀧安治（静岡県、野球、*1941年）
- 11月24日 - ウォーレン・スパーン（アメリカ、野球、*1921年）
- 11月30日 - ガートルード・エダール（アメリカ、水泳、*1906年）
- 12月17日 - オットー・グレアム（アメリカ、アメリカンフットボール、*1921年）
- 12月17日 - 富士錦章（山梨県、相撲、*1937年）
- 12月26日 - 白井義男（東京都、ボクシング、*1923年）